# National Severe Storms Laboratory
Das National Severe Storms Laboratory ist eine Forschungseinrichtung mit Sitz in Norman (Oklahoma). Das Labor besitzt eigene Instrumente zur Erforschung von Wetterphänomenen und will herausfinden, wie Tornados entstehen.

## Geschichte
Das National Severe Storms Laboratory ging 1964 aus dem National Severe Storms Project (NSSP) des U.S. Weather Bureau hervor. In den Folgejahren wurden Forschungen mit Dopplerradars durchgeführt, 1975 entwickelte das Team ein Farbdisplay zur einfacheren Darstellung der Ergebnisse. Zentral sind die Projekte VORTEX seit 1994 und VORTEX2 seit 2009. Sie dienen der Feldforschung und versuchen die Genese eines Tornados herauszufinden. 2005 fand das Nationale Wetterfestival statt, eine Veranstaltung mit über 1000 Besuchern. Seit 2009 ist das NSSL auf Facebook und Twitter präsent.

## Organisation
Das NSSL wird durch den Direktor nach außen vertreten. Unter ihm arbeiten 4 Einheiten:
- Administrative Services
- Information & Technology Services (Information und IT-Support)
- Public Affairs (Öffentlichkeitsarbeit)
- CIMMS/NOAA Relations

Die meteorologische Arbeit wird in 3 Bereichen durchgeführt:
- Forecast R&D (Vorhersage)
- Radar R&D (Radar)
- Warning R&D (Warnungen)[1]

## Medien
- Twister